# Barnahasú amazília
A barnahasú amazília (Saucerottia castaneiventris) a madarak osztályának sarlósfecske-alakúak (Apodiformes) rendjébe és a kolibrifélék (Trochilidae) családjába tartozó faj.

## Rendszerezése
A fajt John Gould angol ornitológus írta le 1856-ban, a Amazilius nembe Amazilius castaneiventris néven. Sorolták az Amazilia nembe Amazilia castaneiventris néven is.

## Előfordulása
Kolumbia északi részén, kis területen honos. Természetes élőhelyei a szubtrópusi vagy trópusi síkvidéki és hegyi esőerdők, síkvidéki nedves cserjések.

## Megjelenése
Testhossza 9 centiméter.

## Természetvédelmi helyzete
Az elterjedési területe rendkívül kicsi, széttöredezett és csökkenő, egyedszáma is csökken, kétezer példány alatti. A Természetvédelmi Világszövetség Vörös listáján veszélyeztetett fajként szerepel.